# ثريا بالادين
ثريا بالادين (بالإنجليزية: Soraya Paladin)‏ (و. 1993  م) هي دراجة إيطالية، ولدت في تريفيزو.

## سجل الفوز

### سباقات أو مراحل فاز بها
| التاريخ        | السباق                                                           | المركز                                                                 |
| -------------- | ---------------------------------------------------------------- | ---------------------------------------------------------------------- |
| 15 مارس 2015   | Grand Prix de Chambéry 2015                                      |                                                                        |
| 19 يونيو 2016  | 2016 Giro del Trentino-Alto Adige-Südtirol                       |                                                                        |
| 24 أغسطس 2016  | Trophée d'Or féminin 2016                                        | التاسع في التصنيف العام                                                |
| 25 أبريل 2017  | 2017 Gran Premio della Liberazione - women's race                |                                                                        |
| 17 يونيو 2017  | 2017 Giro del Trentino-Alto Adige-Südtirol                       | الخامس في التصنيف العام                                                |
| 25 يونيو 2017  | سباق الطريق للسيدات في بطولة إيطاليا 2017                        |                                                                        |
| 09 يوليو 2017  | طواف إيطاليا للسيدات 2017                                        | التاسع في تصنيف الجبال                                                 |
| 31 يناير 2018  | 2018 Women's Herald Sun Tour                                     | الخامس في تصنيف الجبال                                                 |
| 27 فبراير 2018 | لي سامين ديس دامس 2018                                           | الرابع في التصنيف العام                                                |
| 02 أبريل 2018  | جي بي دوتيغنيز 2018                                              | السادس في التصنيف العام                                                |
| 25 أغسطس 2018  | جي بي دي بلواي 2017                                              | المرتبة 15 في التصنيف العام                                            |
| 09 سبتمبر 2018 | 2018 Giro della Toscana Int. Femminile – Memorial Michela Fanini | الفائز في التصنيف العام                                                |
| 24 فبراير 2019 | سيتمانا فالنسيا 2019                                             | الأول في تصنيف الجبال، الثاني في التصنيف العام                         |
| 19 مايو 2019   | فويلتا بورجوس للسيدات 2019                                       | الأول في تصنيف النقاط، الثاني في التصنيف العام، الخامس في تصنيف الجبال |
| 25 أغسطس 2019  | طواف النرويج للسيدات 2019                                        | الأول في تصنيف الجبال                                                  |
| 08 سبتمبر 2019 | 2019 Giro della Toscana Int. Femminile – Memorial Michela Fanini | الأول في تصنيف الجبال، الثاني في التصنيف العام، الخامس في تصنيف النقاط |
| 21 سبتمبر 2019 | Giro delle Marche in Rosa 2019                                   | الفائز في التصنيف العام                                                |
| 18 يونيو 2021  | سباق الطريق ضد الساعة للسيدات في بطولة إيطاليا 2021              |                                                                        |
| 09 أكتوبر 2022 | 2022 Tour de Romandie Féminin                                    | الأول في تصنيف النقاط                                                  |

## روابط خارجية
- ثريا بالادين على موقع الاتحاد الدولي للدراجات (الإنجليزية)
- ثريا بالادين على موقع أرشيف الدراجات (الإنجليزية)
- ثريا بالادين على موقع إحصائيات الدراجات الإحترافية (الإنجليزية)
- ثريا بالادين على موقع نسبة الدراجات (الإنجليزية)
- ثريا بالادين على موقع أوليمبيديا (الإنجليزية)
- ثريا بالادين على موقع اللجنة الأولمبية الإيطالية (الإيطالية)